# Іваненко Валентин Васильович
Валенти́н Васи́льович Іване́нко (14 січня 1948, м. Дніпропетровськ (нині м. Дніпро) — український історик, доктор історичних наук (1991), професор (1991), професор кафедри східноєвропейської історії (з 2014), директор Центру гуманітарних проблем освіти та виховання молоді Дніпровського національного університету імені Олеся Гончара (ДНУ) (з 2019).

## Життєпис
Закінчив Булахівську середню школу Павлоградського району Дніпропетровської області (1966), історичний факультет (1971) і аспірантуру (1974) Дніпропетровського державного університету (ДДУ).
Працював викладачем, старшим викладачем, доцентом кафедри історії СРСР та УРСР (з 1989 р. — історії СРСР, з 1992 р. — російської історії) ДДУ. У 1986—2014 рр. — завідувач цієї кафедри (з 2014 р. — східноєвропейської історії), з 2014 р. — професор. Обіймав посади заступника декана історичного факультету ДДУ (1978—1983), заступника, секретаря парткому університету (1983—1991), проректора з науково-педагогічної роботи у сфері гуманітарної освіти та виховання молоді (1999—2019).
Кандидатську дисертацію на тему «Деятельность советской секции МОПР в 1933—1937 годах (на материалах Украинской ССР)» (науковий керівник — доц. М. Ф. Карпенко) захистив в спеціалізованій вченій раді ДДУ (6.06.1974), докторську на тему «Становление и розвитие интернациональных связей рабочего класса советской Украины с трудящимися зарубежных стран в 20-30-е годы» — в спецраді Інституту історії АН УРСР (28.12.1990).
Основна сфера наукових інтересів — міжнародні зв'язки України у 1920-1930-х роках, злочини радянського тоталітарного режиму на Дніпропетровщині (політичні репресії, голодомори), Україна у Другій світовій війні, історична персоналістика тощо.
Автор і співавтор понад 550 друкованих праць, в тому числі 12 монографій, близько 40 науково-популярних, документальних, біографічно-довідкових та суспільно-політичних книг і брошур, більше десятка підручників та навчальних посібників для вищої й середньої школи. Науковий і відповідальний редактор багатьох монографій, збірок наукових праць та інших видань, зокрема, такого фундаментального, двотомного, як: Реабілітовані історією: У 27 т. Дніпропетровська область: У 2 кн.: Кн. 1 — 880 с.; Кн. 2. — 1118 с. (2008—2009). В ньому вперше зібрано й оприлюднено імена мешканців Дніпропетровщини, що стали жертвами державного терору за часів компартійної влади (23 351 особа). Член редколегій низки наукових фахових видань: «Грані», «Universum Historiae et Archeologiae», «Roxolania Historica» та ін.
Започаткував і забезпечив керівництво реалізацією в університеті кількох наукових проектів та програм з актуальних проблем соціально-політичної історії України міжвоєнної доби.
З 1993 р. — заступник голови обласної редколегії з підготовки та видання науково-документальної серії книг «Реабілітовані історією». Один з ініціаторів і організаторів створення упродовж 2013—2020 рр. в рамках цієї програми трьох додаткових серійних видань у п'яти томах кожне («Міста і села Дніпропетровщини у вирі політичних репресій»; «Історична пам'ять Дніпропетровщини: події, факти, імена»; «Трагічне минуле: документи свідчать»).
Голова спеціалізованої вченої ради із захисту докторських дисертацій при ДНУ (з 2004). Підготував двох докторів і 23 кандидатів історичних наук.
У 2005—2009 рр. брав участь від ДНУ в роботі Консорціуму восьми університетів з вироблення національної стратегії і моделі впровадження інституціональної автономії у вишах України.
У 2006 р. разом зі своїм підлеглим, професором кафедри історії України В.К. Якуніним, випустив монографію "ОУН та УПА у Другій світовій війні: проблеми історіографії та методології", в якій з прорадянських та проросійських позицій засуджувалася національно-визвольна боротьба ОУН-УПА.
Цитата з монографії: " Репресії та депортації сталінського режиму не можна виправдати. Але чому вважається законною та виправданою підготовка ОУН до збройного повстання проти законної та легітимної влади?". Трохи раніше (с. 93) стверджується, що законність та легітимність радянської влади ствердило населення Західної України "своєю активною участю у виборах". Автори вважають - і повторюють це кілька разів - що сталінські репресії були спровоковані націоналістами (с. 114 та багато інших). Вони навіть пишуть "Влада змушена була реагувати на антидержавні, протиправні дії…".
На с 51-52 автори гостро критикують Центральну Раду за те, що вона не підтримала Жовтневу Революцію та почала роззброювати Червону Гвардію, заарештовувати більшовиків.
Автори засуджують боротьбу ОУН не лише проти СРСР, але й проти Польщі (Румунію забули). Чому? Виявляється тому, що і СРСР, і Польща - члени Ліги Націй.
Далі професори пишуть: " Якби вони (ОУН та УПА) були загальноукраїнськими організаціями або виступали ТІЛЬКИ ЗА НАЦІОНАЛЬНО-КУЛЬТУРНУ ЧИ НАЦІОНАЛЬНО-ТЕРИТОРІАЛЬНУ АВТОНОМІЮ ГАЛИЧИНИ, ТО, НАПЕВНО, МАЛИ Б ЯКЕСЬ ПРАВОВЕ ТА СОЦІАЛЬНЕ ПІДГРУНТЯ…"
Відповідно до своєї методології автори засуджують демонстрацію ветеранів ОУН в Києві у таких словах: "То ж які моральні підстави мали представники ОУН - УПА проводити демонстрацію в Києві, для визволення якого від фашистів вони абсолютно нічого не зробили?". Автори звинувачують ОУН :" Тоді, коли весь український народ самовіддано … заліковував рани, бандерівці, продовжували …братовбивчу громадянську війну".
Автори посилаються на " свідчення" ганебно відомого радянського діяча Т.Лисенка як на історичне джерело. Це той самий "народний академік", який нищив генетику та генетиків, у 1960 р. на пресовій конференції повідомив світову громадськість про страшні злочини ОУН, а автори вважають це достовірним історичним джерелом.
На с 113 написано: "За останніми розрахунками фахівців Міністерства юстиції Польщі на території Західної України та Західної Білорусії радянські репресії 1939-41рр. охопили всього 473 тис. громадян …" Використання слова "ВСЬОГО" означає, що професори вважають цю цифру маленькою… Та цитата сфальшована. У висновку польського Мінюсту насправді сказано "473 тис. колишніх громадян Другої Речі Посполитої " - різниця величезна, бо, окрім колишніх володінь Польщі, були ще румунські, репресували також громадян тодішньої Румунії.
Два професори присвячують чотири сторінки апології В.І.Леніна як діяча, що вірно розв'язав національне питання, але аналіз його діяльності завершують …1917роком. Автори картають підручники з історії України за те, що в них мало приділяється уваги подіям за межами України, зокрема, Курській битві.
Так само, роблячи екскурс в історію XVII-XVIII ст. та картаючи Мазепу за "зраду" (с 19), автори неначе навмисно обирають тільки ті аргументи, які повністю спростував М.Ю. Брайчевський.
Так само непристойним методом автори захищають термін "Велика Вітчизняна війна" . Вони визнають, що він народився не в народі, але терміни "виробляє сама наука". І додають, що цей термін безроздільно панував в радянський історіографії.

## Родина
Дружина — Тамара Олександрівна (1946 р. нар.), працювала викладачем іноземних мов (французька, латинська) в ДНУ.
Син — Вячеслав Валентинович (1969 р. нар.), працює в Дніпровській митниці Держмитслужби України.
Донька — Олена Валентинівна (1977 р. нар.), кандидат політичних наук, доцент ДНУ.

## Основні монографії
- Іваненко В. В. Джерело народної дипломатії. Міжнародні зв'язки трудящих України в 20-30-ті роки / В. В. Іваненко, А. І. Голуб. — Д.: Вид-во ДДУ, 1992. — 160 с.
- Іваненко В. В. Очищення правдою (Відома і невідома Україна в об'єктиві історії XX сторіччя / В. В. Іваненко, А. І. Голуб, О. А. Удод. — К.: Ґенеза, 1997. — 208 с.).
- Українське питання в Російській імперії та Радянському Союзі (XVIII — перша половина XX ст.): колективна монографія / В. В. Іваненко, А. Г. Болебрух, А. І. Голуб, С. І. Світленко та ін.; за заг. ред. В. В. Іваненка. — Д.: Наука і освіта, 1998. — 193 с.
- Іваненко В. В. Минуле з гірким присмаком: Репресії в історичній ретроспективі радянського суспільства / В. В. Іваненко, Р. К. Терещенко, Л. Л. Прокопенко. — Д.: Монолит, 2002. — 240 с.
- Іваненко Валентин. Біль і звитяга: XX століття в українському вимірі / Валентин Іваненко. — Д.: АРТ-ПРЕС, 2003. — 332 с.
- Іваненко В. В. Україна непівська: аналіз соціальних аномалій південного регіону / В. В. Іваненко, І. В. Іщенко. — Д.: Вид-во ДНУ, 2006. — 280 с.
- Іваненко В. В. Дніпропетровщина і «великий перелом» на селі кінця 1920-30-х років / В. В. Іваненко, Н. Р. Романець. — Д.: АРТ-ПРЕС, 2009. — 256 с.
- Історична пам'ять Дніпропетровщини: колективна монографія / С. І. Світленко, Є. І. Бородін, В. В. Іваненко та ін. — Д.: Монолит, 2012. — 476 с.

## Нагороди та звання
- Заслужений діяч науки і техніки України (1998)
- Орден «За заслуги» III ступеня (2003) [Архівовано 28 липня 2020 у Wayback Machine.]
- Медаль «За заслуги перед містом» (2003)
- Знак МОН України «Відмінник освіти України» (2004)
- Знак МОН України «Петро Могила» (2007)
- Грамота Верховної Ради України (2008)
- Медаль «За вірну службу ДНУ» (2008)
- Почесна грамота Кабінету Міністрів України (2018)
- Академік Української академії історичних наук (1999)
- Академік Академії наук вищої освіти України (2006)
- Почесний професор Запорізького національного університету (2008)